# 陳紹登
陳紹登（？—？），字誕先，直隸常州府武進縣民籍，江陰縣人，明朝政治人物。

## 生平
嘉靖三十四年（1555年）乙卯科應天府鄉試第九十一名舉人。嘉靖三十八年（1559年）中式己未科會試第一百四十四名，三甲第二名進士。

## 家族
曾祖陳叔端；祖父陳政；父陳崇慶，按察司僉事。前母王氏；母唐氏。重庆下。弟仲登、继登。